# Branimir Popović
Branimir Popović (Podgorica, 17. siječnja 1967.) je crnogorski filmski, kazališni i televizijski glumac, bivši ministar kulture Crne Gore (2000. – 2003.).

## Filmografija

### Televizijske uloge
- "Grudi" kao gazda Goran (2018.)
- "Larin izbor" kao Šimun Santini (2012. – 2013.)
- "Budva na pjeni od mora" kao Martin (2012. – 2013.)
- "Oriđinali" (1995.)
- "Aleksa Šantić" (1992.)

### Filmske uloge
- "Koncentriši se, baba" kao Bane (2020.)
- "Grudi" kao gazda Goran (2019.)
- "As pik" (2012.)
- "Parada" kao Zvonče (2011.)
- "Mali ljubavni bog" (2011.)
- "Lokalni vampir" (2011.)
- "Kako su me ukrali Nijemci" kao Đorđe (2011.)
- "Zajedno" kao Marko Kovač (2011.)
- "Turneja" kao muslimanski komandir (2008.)
- "Gledaj me" kao Petar Vukčević (2008.)
- "Nepogodan za sva vremena" kao Omer-paša Lataš (2007.)
- "Imam nešto važno da vam kažem" (2005.)
- "Opet pakujemo majmune" kao čovjek s amnezijom (2004.)
- "Mrtav 'ladan" kao Savo (2002.)
- "Normalni ljudi" kao Krle (2001.)
- "Gorski vijenac" kao Vladika Danilo (2000.)
- "Kud plovi ovaj broj" (2000.)
- "U ime oca i sina" kao Mirko Miletić (1999.)
- "Bijelo odijelo" kao kapetan (1999.)
- "Stršljen" kao Abaz (1998.)
- "Sudbina jednog razuma" kao Dr. Gavrilo Pekarević (1996.)

## Vanjske poveznice
- Branimir Popović u internetskoj bazi filmova IMDb-u (engl.)